# Venancio González Valledor
Venancio González Valledor (Madrid 1805 - 17 de diciembre de 1867) fue un científico español. Miembro fundador de la Real Academia de Ciencias Exactas, Físicas y Naturales
.
Doctorado en Ciencias, fue catedrático de Física en la Universidad Central de Madrid, profesor de la Escuela especial de Ingenieros de Caminos, Canales y Puertos y en otros establecimientos de enseñanza oficial. Fue autor de un tratado de física, entre otros muchos méritos.